# إيرما ديماس
إيرما مارينا ديماس بينيدا (بالإسبانية: Irma Dimas) (سان سلفادور، 9 أغسطس 1986) عارضة أزياء سلفادورية توجت ملكة جمال السلفادور في 27 فبراير 2005. تصدرت عناوين الصحف منجديد مع لدخولها في مجال السياسة في السلفادور من خلال الحزب الديمقراطي المسيحي في السلفادور، حيث أنه عضو في اللجنة السياسية.

## نشأتها
ولدت في سان سلفادور، السلفادور. قبل أن تصبح شخصية إعلامية، عاشت حياة أسرية طبيعية وكانت مكرسة لدراستها. جاء ظهورها الأول في وسائل الإعلام عندما حضرت الاختبارات في برنامج الواقع التلفزيوني على القناة 12 ، رومبو أ لا كورونا، وفازت بفرصة للتنافس على لقب ملكة جمال السلفادور في مسابقة 2005. فازت في المسابقة ومثلت السلفادور في مسابقة ملكة جمال الكون لعام 2005 في بانكوك ، تايلاند ، ومسابقة ملكة جمال الأرض في مدينة كيزون، الفلبين.
درس ديماس القانون في جامعة خوسيه سيمون كاناس في أمريكا الوسطى (UCA) ، ولكن قبل مسابقة ملكة جمال الكون غادرت المدرسة مؤقتًا لبدء نظام تدريب مكثف مدته أربعة أشهر.